# Comuna Verhivnea, Rujîn
Verhivnea (în ucraineană Верхівнянська сільська рада) este o comună în raionul Rujîn, regiunea Jîtomîr, Ucraina, formată din satele Musiivka și Verhivnea (reședința).

## Demografie
Componența lingvistică a comunei Verhivnea
     Ucraineană (99,3%)
     Alte limbi (0,63%)
Conform recensământului din 2001, majoritatea populației comunei Verhivnea era vorbitoare de ucraineană (99,3%), existând în minoritate și vorbitori de alte limbi.